# Genome Taxonomy Database
La Genome Taxonomy Database (GTDB) est une base de données de taxonomie bactérienne basée sur les génomes en suivant une approche phylogénomique. Elle est devenue une base de référence pour l'identification et la classification des bactéries et est désormais utilisée par le Bergey's Manual Trust depuis 2019.

## Description
La Genome Taxonomy Database est une base de données en ligne qui conserve des informations sur une proposition de nomenclature des procaryotes, suivant une approche phylogénomique basée sur un ensemble de protéines conservées. En plus de briser les groupes paraphylétiques, cette méthode réaffecte également les rangs taxonomiques de manière algorithmique, créant de nouveaux noms dans les deux cas. Des informations sur les archées ont été ajoutées en 2020, ainsi qu'une classification des espèces basée sur l'identité moyenne des nucléotides.
En 2019, le Bergey's Manual Trust décide d'inclure la phylogénomique dans l'ouvrage de référence en taxonomie bactérienne, le Bergey's Manual of Systematic Bacteriology en utilisant la classification de la Genome Taxonomy Database.
Un outil open source codé en Python appelé GTDB-Tk est disponible pour classer les ébauches de génomes dans la hiérarchie GTDB. Le système GTDB, via GTDB-Tk, a été utilisé pour cataloguer des bactéries non encore nommées dans le microbiome intestinal humain et d'autres sources métagénomiques,. Il a permis d'améliorer les connaissances sur les Cyanobactéries et d'avancer dans l'harmonisation de leur nomenclature.

## Voir également